# Ложкина (Челябінська область)
Ложкина (рос. Ложкина) — присілок у Верхньоуральському районі Челябінської області Російської Федерації.
Входить до складу муніципального утворення Карагайське сільське поселення. Населення становить 307 осіб (2010).

## Історія
Від 4 листопада 1926 року належить до Верхньоуральського району Челябінської області.
Згідно із законом від 24 червня 2004 року органом місцевого самоврядування є Карагайське сільське поселення.

## Населення
| 2002 | 2010 |
| ---- | ---- |
| 379  | ↘307 |